# NGC 139

NGC 139

 NGC 139  هي مجرة حلزونية تقع في كوكبة الحوت. تم اكتشافها في 29 أغسطس 1864 من قبل عالم الفلك الألماني ألبرت مارث.

## وصلات خارجية
- NGC 139 على موقع ويكي سكاي: DSS2, SDSS, GALEX, IRAS, Hydrogen α, X-Ray, Astrophoto, Sky Map, Articles and images